# Times of Indonesia
Times of Indonesia – indonezyjski dziennik wydawany w latach 1952–1960. Ukazywał się w języku angielskim i był pierwszą tego rodzaju gazetą w kraju.
Gazeta została powołana w 1952 roku, a założył ją pisarz Mochtar Lubis. Dziennik przestał funkcjonować w 1960 roku, kiedy to cofnięto licencję wydawniczą gazety.